# Тама (Айова)
Тама (англ. Tama) — місто (англ. city) в США, в окрузі Тама штату Айова. Населення — 3130 осіб (2020).

## Географія
Тама розташована за координатами 41°57′47″ пн. ш. 92°34′26″ зх. д. / 41.96306° пн. ш. 92.57389° зх. д. (41.963081, -92.573780).  За даними Бюро перепису населення США в 2010 році місто мало площу 8,82 км², з яких 8,44 км² — суходіл та 0,38 км² — водойми.

## Демографія
Згідно з переписом 2010 року, у місті мешкало 2877 осіб у 1092 домогосподарствах у складі 708 родин. Густота населення становила 326 осіб/км².  Було 1234 помешкання (140/км²).
Расовий склад населення:
| - 78,4 % — білих - 5,8 % — корінних американців - 0,5 % — чорних або афроамериканців - 0,3 % — азіатів - 9,7 % — осіб інших рас |

До двох чи більше рас належало 5,2 %. Частка іспаномовних становила 23,6 % від усіх жителів.
За віковим діапазоном населення розподілялося таким чином: 28,7 % — особи молодші 18 років, 55,2 % — особи у віці 18—64 років, 16,1 % — особи у віці 65 років та старші. Медіана віку мешканця становила 35,6 року. На 100 осіб жіночої статі у місті припадало 95,1 чоловіків;  на 100 жінок у віці від 18 років та старших — 88,8 чоловіків також старших 18 років.
Середній дохід на одне домашнє господарство  становив 55 541 долар США (медіана — 51 741), а середній дохід на одну сім'ю — 65 156 доларів (медіана — 56 333). Медіана доходів становила 43 409 доларів для чоловіків та 30 396 доларів для жінок. За межею бідності перебувало 17,4 % осіб, у тому числі 26,4 % дітей у віці до 18 років та 6,6 % осіб у віці 65 років та старших.
Цивільне працевлаштоване населення становило 1382 особи. Основні галузі зайнятості: освіта, охорона здоров'я та соціальна допомога — 24,7 %, виробництво — 16,7 %, мистецтво, розваги та відпочинок — 15,6 %.